# Flyboys – bohaterska eskadra
Flyboys – bohaterska eskadra (ang. Flyboys) – amerykańsko-brytyjski dramat wojenny z 2006 roku w reżyserii Tony'ego Billa. W rolach głównych wystąpili James Franco i Jean Reno.

## Produkcja
Zdjęcia do filmu kręcono w Anglii wiosną i latem 2005 roku. Sceny w okopach powstały w Hatfield (hrabstwo Hertfordshire), a ujęcia lotnicze - w okolicy i na lotnisku RAF Halton (Buckinghamshire). W filmie wykorzystano również stację kolejową Horsted Keynes (West Sussex), rezydencję Wrest Park (Bedfordshire) oraz liczne lokacje londyńskie (m.in. Whitechapel, Greenwich).

## Opis fabuły
Jest rok 1916, w Europie trwa I wojna światowa. W tym samym czasie Rawlings (James Franco) traci rodzinne ranczo, Beagle (David Ellison) został oskarżony o napad, i jeśli nie wyjedzie z miasta trafi on do więzienia, a Lowry (Tyler Labine) ma już dosyć bogatego ojca. Wszyscy jadą do Francji by dołączyć do zdziesiątkowanej armii francuskiej. Dołączają do eskadry lotniczej kierowanej przez kapitana Thenaulta (Jean Reno). Chcą przeżyć przygodę, latać samolotami, a przede wszystkim wyróżnić się od innych i zapomnieć o problemach, jakie nękały ich w domu.

## Obsada
- James Franco – Blaine Rawlings
- Jean Reno – kapitan Thenault
- Tyler Labine – Briggs Lowry
- Jennifer Decker – Lucienne
- David Ellison – Beagle
- Ruth Bradley – Laura
- Kate Robbins – Clarise
- Christien Anholt – Higgins
- Keith McErlean – Toddman
- Pip Pickering – Nunn
- Lex Shrapnel – Grant
- Gunnar Winbergh – Czarny Sokół
- Abdul Salis – Eugene Skinner
- Mac McDonald – szeryf Detweiler